# Ploeg (ski)

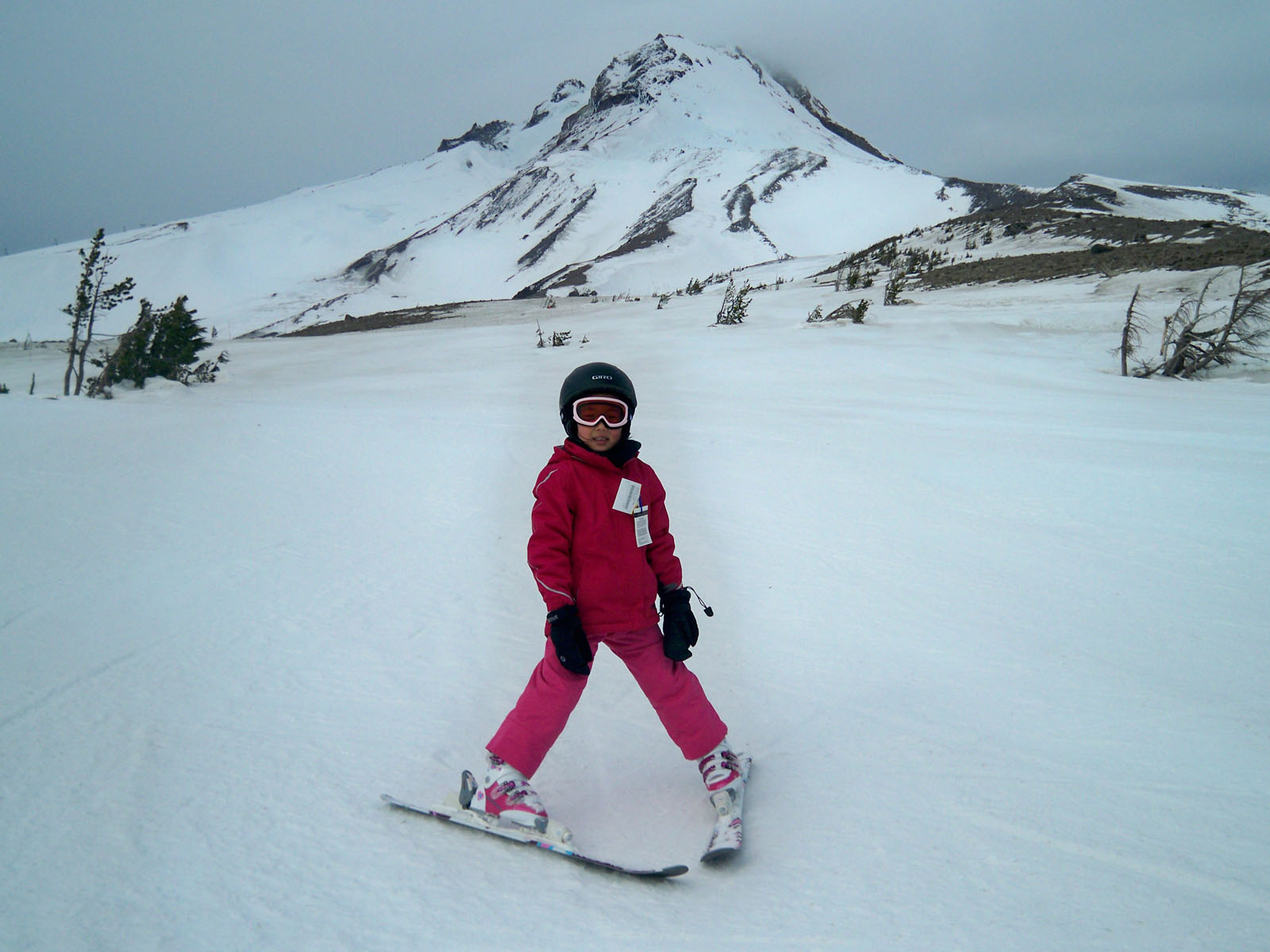
De ploeg.

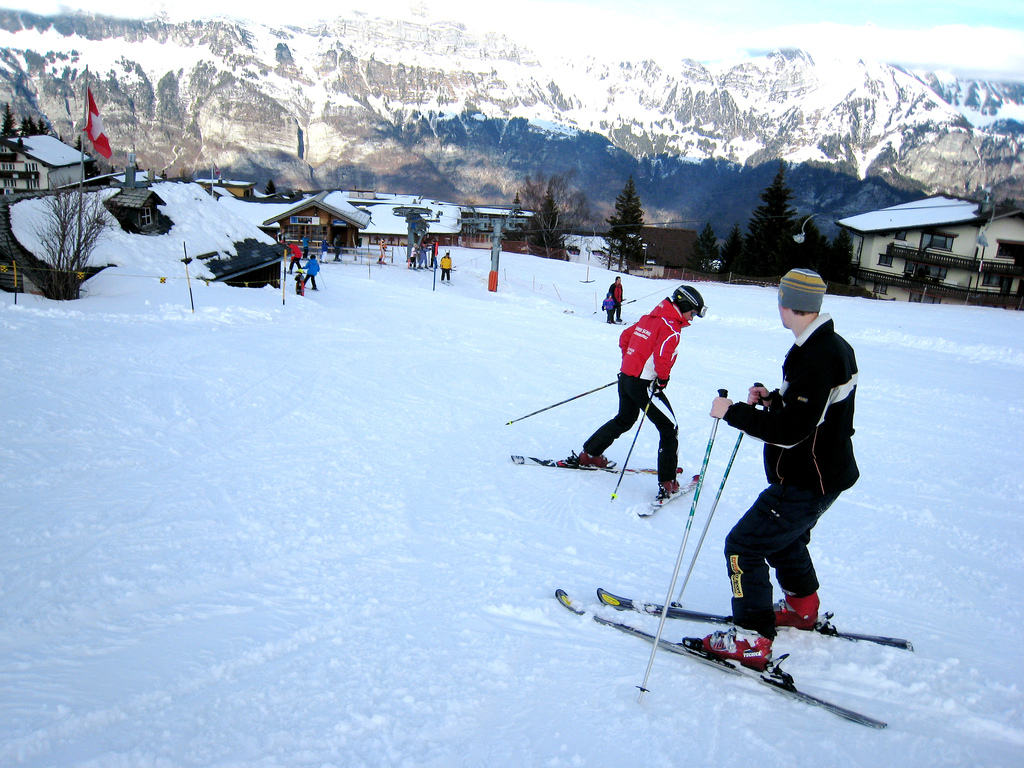
Bocht maken met de ploeg.

De (sneeuw)ploeg of naar het Duits (Schnee)pflug, bij skilessen voor kinderen soms pizzapunt genoemd, is een techniek om te remmen en bochten te maken bij het skiën. Het is veelal de eerste techniek die beginnende skiërs leren bij skilessen.
De ploeg bestaat eruit met gebogen knieën de onderbenen naar buiten te duwen en de punten van de ski's naast elkaar te laten komen. Zo vormen de ski's een V met de punt naar voren. Wanneer de skiër op deze wijze naar beneden glijdt, remt de skiër enigszins. Deze techniek is echter niet geschikt om te remmen wanneer de skiër een wat grotere snelheid heeft. Gevorderde skiërs gebruiken deze techniek in het algemeen enkel bij smalle niet zo steile hellingen.
Door een van beide benen enigszins te strekken en zo meer druk op die ski te geven, maakt de skiër een bocht de andere kant op.